# Lukas Nimscheck
Lukas Witold Nimscheck, après mariage Lukas Witold Habermann, né le 26 août 1988 à Berlin-Est, est un musicien, auteur et ancien présentateur de télévision pour enfants allemand.

## Biographie
Après avoir obtenu son diplôme d'études secondaires en 2008, Lukas Nimscheck travaille depuis 2009 au Théâtre Schmidt de Hambourg, actuellement en tant que compositeur et auteur.
Il a également travaillé comme auteur pour le magazine « Hinnerk ». Avec DJ Exel. Pauli a produit des chansons et des remix pour des artistes tels que Wir sind Helden et Beatsteaks. En 2011, avec Karola Oswald, il interprète la chanson du CSD Brighten up, qu'il a écrite et composée ensemble, au CSD de Hambourg. Avec Markus Pauli et Florian Sump, il fonde en 2011 le groupe Deine Freunde, dans lequel il travaille. en tant que chanteur.
Du 31 mars 2013 au 9 mars 2014, il a animé le Tigerenten Club de l'ARD avec Muschda Sherzada. En 2013, il fonde la société de production CU2MRW UG (à responsabilité limitée) avec Mathias Letzel et Heiko Fuchs, où il travaille en tant que directeur créatif.
En 2015 et 2016, il a animé la cérémonie de remise des prix HANS dans les halles de Hambourg. Nimscheck a écrit la musique de la comédie musicale Gabi Mut - Beaten by Life, créée au Schmidt Theater Hamburg en 2016.
Le 1er octobre 2018, il a remporté le prix du théâtre musical allemand avec Franziska Kuropka dans la catégorie « Meilleures paroles » avec la comédie musicale Jana & Janis - Just Say Yes.Nimscheck a été récompensé pour sa première œuvre de réalisateur WIR - Family is What. vous en ferez peut-être ![pas clair] Nommé à nouveau pour le prix dans la catégorie réalisation en 2019. En 2020, Nimscheck était l'un des quatre entraîneurs de l'émission Sat.1 The Voice Kids lors de la huitième saison avec son coéquipier Florian Sump.

### Vie privée
Lukas Nimscheck vit à Hambourg et est marié à Scott Habermann depuis 2018.

## Lien
Commons:
Lukas Nimscheck par IMDb
- „Ich lasse mich nicht so gern in ein Raster pressen“  Lukas Nimscheck dans une interview avec Leif Gütschow, sur : www.taz.de, 9 avril 2018

1. 1 2  (de) « Lukas Nimscheck (30): „Deine Freunde“-Sänger heiratet seinen Freund », sur bild.de, 28 août 2018 (consulté le 13 décembre 2024)
2. ↑  (de) Manfred Ertel, « "Kinder sind früh ganz eigene Charaktere" », sur weser-kurier-de (consulté le 13 décembre 2024)
3. ↑  « Epaper Februar 2010 | PDF », sur Scribd (consulté le 13 décembre 2024)
4. ↑  (en) « pride magazin 2011 by AHOI Events GmbH - Issuu », sur issuu.com, 20 juin 2011 (consulté le 13 décembre 2024)
5. ↑  « Neues Moderatorenduo im «Tigerentenclub» | Leute - Frankfurter Rundschau », sur web.archive.org, 17 avril 2013 (consulté le 13 décembre 2024)
6. ↑  (de) admin, « CU2MRW Home », sur CU2MRW Production (consulté le 13 décembre 2024)
7. ↑  « HANS 2015 - hans-hamburger-musikpreiss Webseite! », sur web.archive.org, 4 avril 2016 (consulté le 13 décembre 2024)
8. ↑  (de) « Schmidtchen: Bitterböses Mini-Musical: „Gabi Mut – vom Leben geschlagert“ - WELT », sur DIE WELT (consulté le 13 décembre 2024)
9. ↑  (de) « Die Gewinner des Deutschen Musical Theater Preises 2018 - musicalradio.de | Musicals kostenlos im Radio », sur musicalradio.de (consulté le 13 décembre 2024)
10. ↑  « Deutscher Musical Theater Preis 2019 | Deutsche Musical Akademie », sur web.archive.org, 23 août 2019 (consulté le 13 décembre 2024)
11. ↑  (de) « "The Voice Kids": Das ist die Jury für 2020 – zwei Rückkehrer », sur t-online, 20 novembre 2019 (consulté le 13 décembre 2024)